# Struktura i działacze Platformy Obywatelskiej
Struktura i działacze polskiej partii politycznej Platforma Obywatelska.
W skład władz krajowych partii wchodzi sześć organów: Konwencja Krajowa, Rada Krajowa, Przewodniczący, Zarząd Krajowy, Krajowa Komisja Rewizyjna i Sąd Koleżeński.
Organizacjami młodzieżowymi współpracującymi z partią są Stowarzyszenie „Młodzi Demokraci” oraz Nowa Generacja Młodych.

## Władze Platformy Obywatelskiej

### Zarząd Krajowy
Przewodniczący:
- Donald Tusk

Wiceprzewodniczący:
- Bartosz Arłukowicz
- Borys Budka
- Małgorzata Kidawa-Błońska
- Ewa Kopacz
- Izabela Leszczyna
- Dorota Niedziela
- Marzena Okła-Drewnowicz
- Tomasz Siemoniak
- Cezary Tomczyk
- Rafał Trzaskowski

Sekretarz generalny:
- Marcin Kierwiński

Skarbnik i rzecznik prasowy:
- Jan Grabiec (szef Regionu Mazowieckiego)

Szefowie Regionów:
- Andrzej Buła – Region Opolski
- Zdzisław Gawlik – Region Podkarpacki
- Olgierd Geblewicz – Region Zachodniopomorski
- Artur Gierada – Region Świętokrzyski
- Cezary Grabarczyk – Region Łódzki
- Rafał Grupiński – Region Wielkopolski
- Michał Jaros – Region Dolnośląski
- Tomasz Lenz – Region Kujawsko-Pomorski
- Aleksander Miszalski – Region Małopolski
- Jacek Protas – Region Warmińsko-Mazurski
- Wojciech Saługa – Region Śląski
- Waldemar Sługocki – Region Lubuski
- Mieczysław Struk – Region Pomorski
- Krzysztof Truskolaski – Region Podlaski
- Stanisław Żmijan – Region Lubelski

Pozostali członkowie:
- Urszula Augustyn
- Tomasz Grodzki
- Andrzej Halicki
- Zbigniew Konwiński
- Robert Kropiwnicki
- Czesław Mroczek
- Sławomir Nitras
- Agnieszka Pomaska

### Inne funkcje
Zastępcy sekretarza generalnego:
- Paweł Olszewski
- Marcin Trojanowski (ds. europejskich)
- Jarosław Urbaniak
- Monika Wielichowska

Zastępca skarbnika:
- Robert Kempa

### Instytut Obywatelski
Instytut Obywatelski to think tank polityczny, stanowiący eksperckie zaplecze partii. Instytut jest ośrodkiem badawczo-analitycznym. Prowadzi działalność ekspercką, wydawniczą i edukacyjną. Działa od marca 2010.
Dyrektorzy IO:
- 2010–2015: Jarosław Makowski
- 2015: Bartłomiej Sienkiewicz
- 2015–2020: Jarosław Wałęsa
- od 2020: Jarosław Makowski

### Założyciele PO
W początkowej fazie istnienia PO, od 11 stycznia 2001 do 18 października 2001, kierowali nią tzw. „trzej tenorzy”:
- Andrzej Olechowski
- Maciej Płażyński
- Donald Tusk

### Przewodniczący PO
- Maciej Płażyński – od 18 października 2001 do 1 czerwca 2003
- Donald Tusk – od 1 czerwca 2003 do 8 listopada 2014
- Ewa Kopacz (p.o.) – od 8 listopada 2014 do 26 stycznia 2016
- Grzegorz Schetyna – od 26 stycznia 2016 do 29 stycznia 2020
- Borys Budka – od 29 stycznia 2020 do 3 lipca 2021
- Donald Tusk – od 3 lipca 2021 (do 23 października 2021 p.o.)

### Wiceprzewodniczący PO
Byli:
- Paweł Piskorski – od 18 października 2001 do 27 czerwca 2003
- Jan Rokita – od 18 października 2001 do 27 czerwca 2003 i od 3 listopada 2005 do 24 czerwca 2006
- Donald Tusk – od 18 października 2001 do 9 kwietnia 2003 i 3 lipca 2021
- Zyta Gilowska – od 27 czerwca 2003 do 21 maja 2005
- Waldy Dzikowski – od 24 czerwca 2006 do 8 października 2010
- Hanna Gronkiewicz-Waltz – od 24 czerwca 2006 do 16 grudnia 2017
- Bronisław Komorowski – od 24 czerwca 2006 do 25 czerwca 2010
- Jacek Saryusz-Wolski – od 24 czerwca 2006 do 8 października 2010
- Tomasz Tomczykiewicz – od 24 czerwca 2006 do 8 października 2010
- Grzegorz Schetyna – od 8 października 2010 do 14 grudnia 2013 (pierwszy)
- Radosław Sikorski – od 8 października 2010 do 26 lutego 2016
- Bogdan Borusewicz – od 14 grudnia 2013 do 8 lutego 2020
- Cezary Grabarczyk – od 14 grudnia 2013 do 26 lutego 2016

Aktualni:
- Tomasz Siemoniak – od 26 lutego 2016
- Rafał Trzaskowski – od 8 lutego 2020
- Borys Budka – od 3 lipca 2021 (wcześniej od 26 lutego 2016 do 29 stycznia 2020)
- Bartosz Arłukowicz – od 11 grudnia 2021 (wcześniej od 8 lutego 2020 do 3 lipca 2021)
- Małgorzata Kidawa-Błońska – od 11 grudnia 2021
- Ewa Kopacz – od 11 grudnia 2021 (wcześniej od 8 października 2010 do 8 listopada 2014 (od 14 grudnia 2013 pierwszy) i od 26 stycznia 2016 do 3 lipca 2021 (do 16 grudnia 2017 pierwszy))
- Izabela Leszczyna – od 11 grudnia 2021
- Dorota Niedziela – od 11 grudnia 2021
- Marzena Okła-Drewnowicz – od 11 grudnia 2021
- Cezary Tomczyk – od 11 grudnia 2021

### Sekretarze generalni PO
- Grzegorz Schetyna – od 18 października 2001 do 27 czerwca 2003
- Paweł Piskorski – od 27 czerwca 2003 do 26 czerwca 2004
- Grzegorz Schetyna – od 26 czerwca 2004 do 8 października 2010
- Andrzej Wyrobiec – od 8 października 2010 do 14 grudnia 2013
- Paweł Graś – od 14 grudnia 2013 do 18 listopada 2014
- Andrzej Biernat (p.o.) – od 18 listopada 2014 do 5 sierpnia 2015
- Stanisław Gawłowski – od 26 lutego 2016 do 19 kwietnia 2018 (do 16 grudnia 2017 p.o.)
- Robert Tyszkiewicz (p.o.) – od 19 kwietnia 2018 do 8 lutego 2020
- Marcin Kierwiński – od 8 lutego 2020

### Skarbnicy PO
- Waldy Dzikowski – od 18 października 2001 do 27 czerwca 2003
- Mirosław Drzewiecki – od 27 czerwca 2003 do 9 października 2009
- Andrzej Wyrobiec – od 9 października 2009 do 8 października 2010
- Łukasz Pawełek – od 8 października 2010 do 26 lutego 2016 i od 8 lutego 2020 do listopada 2022
- Mariusz Witczak – od 26 lutego 2016 do 8 lutego 2020
- Jan Grabiec – od listopada 2022

### Przewodniczący Rady Programowej PO
- Andrzej Olechowski – od 27 czerwca 2003 do 26 czerwca 2004
- Tomasz Siemoniak – od 26 lutego 2016

### Honorowy przewodniczący PO
- Donald Tusk – od 8 listopada 2014 do 3 lipca 2021

### Klub Parlamentarny PO (od 5 grudnia 2018 do 11 listopada 2019 PO-KO, od 12 listopada 2019 KO)
Przewodniczący:
- Maciej Płażyński – od 18 października 2001 do 9 kwietnia 2003
- Donald Tusk – od 9 kwietnia 2003 do 1 czerwca 2003
- Jan Rokita – od 1 czerwca 2003 do 5 listopada 2005
- Donald Tusk – od 5 listopada 2005 do 5 grudnia 2006
- Bogdan Zdrojewski – od 5 grudnia 2006 do 5 listopada 2007
- Zbigniew Chlebowski – od 5 listopada 2007 do 2 października 2009
- Grzegorz Dolniak (p.o.) – od 2 października 2009 do 9 października 2009
- Grzegorz Schetyna – od 9 października 2009 do 22 lipca 2010
- Tomasz Tomczykiewicz – od 22 lipca 2010 do 7 listopada 2011
- Rafał Grupiński – od 8 listopada 2011 do 11 listopada 2015
- Sławomir Neumann – od 12 listopada 2015 do 6 października 2019
- Borys Budka – od 12 listopada 2019 do 25 września 2020
- Cezary Tomczyk – od 25 września 2020 do 22 lipca 2021
- Borys Budka – od 22 lipca 2021 do 19 grudnia 2023
- Zbigniew Konwiński – od 19 grudnia 2023

Obecni wiceprzewodniczący:
- Joanna Frydrych
- Konrad Frysztak
- Marta Golbik
- Michał Jaros
- Wojciech Król
- Tomasz Nowak
- Katarzyna Piekarska (Inicjatywa Polska)
- Monika Rosa (Nowoczesna)
- Krystyna Sibińska
- Marek Sowa
- Urszula Zielińska (Zieloni)

Byli wiceprzewodniczący:
- Paweł Piskorski
- Jan Rokita
- Donald Tusk
- Zbigniew Chlebowski
- Stefan Niesiołowski
- Grzegorz Schetyna
- Marek Rocki
- Elżbieta Łukacijewska
- Zbigniew Rynasiewicz
- Grzegorz Dolniak
- Sławomir Nowak
- Janusz Palikot
- Mirosław Sekuła
- Jarosław Gowin
- Ireneusz Raś
- Wojciech Wilk
- Sławomir Rybicki
- Urszula Augustyn
- Andrzej Biernat
- Bożenna Bukiewicz
- Małgorzata Kidawa-Błońska
- Elżbieta Pierzchała
- Tomasz Siemoniak
- Rafał Trzaskowski
- Andrzej Halicki
- Tomasz Lenz
- Andrzej Czerwiński
- Cezary Grabarczyk
- Joanna Kluzik-Rostkowska
- Kamila Gasiuk-Pihowicz
- Waldy Dzikowski
- Izabela Mrzygłocka
- Krystyna Sibińska
- Katarzyna Lubnauer (Nowoczesna)
- Rafał Grupiński
- Marcin Kierwiński
- Robert Kropiwnicki
- Sławomir Nitras
- Barbara Nowacka (Inicjatywa Polska)
- Paweł Poncyljusz
- Marek Sowa
- Iwona Śledzińska-Katarasińska
- Małgorzata Tracz (Zieloni)
- Dariusz Joński (Inicjatywa Polska)
- Roman Giertych

## Posłowie, senatorowie i eurodeputowani

### Posłowie naSejmX kadencji
Posłowie związani z PO w klubie Koalicja Obywatelska – PO, Nowoczesna, Inicjatywa Polska, Zieloni:
| - Urszula Augustyn - Paweł Bliźniuk - Mateusz Bochenek - Krzysztof Bojarski - Piotr Borys – sekretarz stanu w Ministerstwie Sportu i Turystyki - Marcin Bosacki – sekretarz stanu w Ministerstwie Spraw Zagranicznych - Marek Chmielewski - Alicja Chybicka - Janusz Cichoń - Zofia Czernow - Andrzej Domański – minister finansów i gospodarki - Robert Dowhan - Magdalena Filiks - Joanna Frydrych - Konrad Frysztak - Patryk Gabriel - Krzysztof Gadowski - Aleksandra Gajewska – sekretarz stanu w Ministerstwie Rodziny, Pracy i Polityki Społecznej - Kinga Gajewska - Elżbieta Gapińska - Zdzisław Gawlik - Elżbieta Gelert - Artur Gierada - Roman Giertych - Włodzisław Giziński - Tomasz Głogowski - Piotr Głowski - Marta Golbik - Krzysztof Grabczuk - Jan Grabiec – minister-członek RM - Małgorzata Gromadzka - Barbara Grygorcewicz – od 28 czerwca 2024, zastąpiła Bartosza Arłukowicza - Marek Gzik – sekretarz stanu w Ministerstwie Nauki i Szkolnictwa Wyższego - Krzysztof Habura - Agnieszka Hanajczyk - Marek Hok - Łukasz Horbatowski - Robert Jagła – od 6 listopada 2024, zastąpił Izabelę Mrzygłocką - Maria Janyska - Michał Jaros – sekretarz stanu w Ministerstwie Rozwoju i Technologii - Patryk Jaskulski - Danuta Jazłowiecka - Marcin Józefaciuk - Piotr Kandyba - Jacek Karnowski – sekretarz stanu w Ministerstwie Funduszy i Polityki Regionalnej - Iwona Karolewska - Katarzyna Kierzek-Koperska - Joanna Kluzik-Rostkowska - Ewa Kołodziej - Magdalena Kołodziejczak - Zbigniew Konwiński – szef klubu KO - Tomasz Kostuś - Urszula Koszutska – od 26 czerwca 2024, zastąpiła Borysa Budkę - Paweł Kowal - Iwona Kozłowska - Maria Koźlakiewicz – od 26 czerwca 2024, zastąpiła Marcina Kierwińskiego - Iwona Krawczyk - Michał Krawczyk - Robert Kropiwnicki – sekretarz stanu w Ministerstwie Aktywów Państwowych - Wojciech Król - Katarzyna Królak – objęła mandat 26 czerwca 2024, zastępując Jacka Protasa; po kilku miesiącach przeszła z Nowoczesnej - Marek Krząkała - Adam Krzemiński - Henryka Krzywonos-Strycharska - Piotr Lachowicz - Stanisław Lamczyk - Maciej Lasek – sekretarz stanu w Ministerstwie Funduszy i Polityki Regionalnej - Gabriela Lenartowicz - Izabela Leszczyna - Bożena Lisowska – od 26 czerwca 2024, zastąpiła Martę Wcisło - Artur Łącki - Alicja Łepkowska-Gołaś - Dorota Łoboda - Magdalena Łośko – od 26 stycznia 2024, zastąpiła Krzysztofa Brejzę - Alicja Łuczak – od 26 kwietnia 2024, zastąpiła Grzegorza Rusieckiego - Krystian Łuczak - Arkadiusz Marchewka – sekretarz stanu w Ministerstwie Infrastruktury - Dorota Marek - Paweł Masełko – od 8 maja 2024, zastąpił Rajmunda Millera - Katarzyna Matusik-Lipiec - Aleksander Miszalski - Czesław Mroczek – sekretarz stanu w Ministerstwie Spraw Wewnętrznych i Administracji - Arkadiusz Myrcha – sekretarz stanu w Ministerstwie Sprawiedliwości - Grzegorz Napieralski - Dorota Niedziela – wicemarszałek Sejmu - Jacek Niedźwiedzki - Małgorzata Niemczyk - Sławomir Nitras - Tomasz Nowak - Marzena Okła-Drewnowicz – sekretarz stanu w KPRM - Paweł Olszewski – sekretarz stanu w Ministerstwie Cyfryzacji - Katarzyna Osos - Paweł Papke - Karolina Pawliczak - Małgorzata Pępek - Krzysztof Piątkowski – od 26 czerwca 2024, zastąpił Dariusza Jońskiego - Lucjan Pietrzczyk - Kazimierz Plocke - Elżbieta Polak - Agnieszka Pomaska - Mariusz Popielarz – od 26 czerwca 2024, zastąpił Kamilę Gasiuk-Pihowicz - Renata Rak - Magdalena Roguska – sekretarz stanu w Ministerstwie Spraw Wewnętrznych i Administracji; od 26 czerwca 2024, zastąpiła Michała Szczerbę - Jakub Rutnicki – minister sportu i turystyki - Marek Rząsa - Krystyna Sibińska - Tomasz Siemoniak – minister-członek RM - Krystyna Skowrońska - Waldemar Sługocki - Weronika Smarduch - Anna Sobolak - Marek Sowa - Katarzyna Stachowicz – od 22 maja 2024, zastąpiła Wojciecha Saługę - Paweł Suski - Andrzej Szewiński - Henryk Szopiński - Krystyna Szumilas - Tomasz Szymański – sekretarz stanu w Ministerstwie Spraw Wewnętrznych i Administracji - Cezary Tomczyk – sekretarz stanu w Ministerstwie Obrony Narodowej - Maciej Tomczykiewicz – od 26 czerwca 2024, zastąpił Mirosławę Nykiel - Krzysztof Truskolaski - Donald Tusk – prezes Rady Ministrów - Jarosław Urbaniak - Aleksandra Uznańska-Wiśniewska - Jarosław Wałęsa - Robert Wardzała - Monika Wielichowska – wicemarszałek Sejmu - Adrian Witczak - Mariusz Witczak - Przemysław Witek - Anna Wojciechowska - Maciej Wróbel – sekretarz stanu w Ministerstwie Kultury i Dziedzictwa Narodowego - Bartosz Zawieja |

Wszyscy posłowie PO zostali wybrani z ramienia Koalicji Obywatelskiej i zasiadają w jej klubie. Inni posłowie KO niezwiązani z innymi partiami niż PO to Piotr Adamowicz, Sylwia Bielawska, Stanisław Gorczyca, Iwona Hartwich, Rafał Siemaszko, Franciszek Sterczewski, Łukasz Ściebiorowski, Apoloniusz Tajner i Bogusław Wołoszański.
Byli posłowie PO w Sejmie X kadencji:
| - Bartosz Arłukowicz – do 10 czerwca 2024, wybrany na posła do Parlamentu Europejskiego - Krzysztof Brejza – do 5 stycznia 2024, objął mandat posła do Parlamentu Europejskiego - Borys Budka – do 10 czerwca 2024, wybrany na posła do Parlamentu Europejskiego - Kamila Gasiuk-Pihowicz – do 10 czerwca 2024, wybrana na posła do Parlamentu Europejskiego - Marcin Kierwiński – do 10 czerwca 2024, wybrany na posła do Parlamentu Europejskiego - Jagna Marczułajtis-Walczak – do 10 czerwca 2024, wybrana na posła do Parlamentu Europejskiego - Rajmund Miller – do 27 marca 2024, zmarł - Izabela Mrzygłocka – do 10 sierpnia 2024, zmarła - Mirosława Nykiel – do 10 czerwca 2024, wybrana na posła do Parlamentu Europejskiego - Jacek Protas – do 10 czerwca 2024, wybrany na posła do Parlamentu Europejskiego - Grzegorz Rusiecki – do 10 kwietnia 2024, wybrany na prezydenta Leszna - Wojciech Saługa – do 6 maja 2024, wybrany na marszałka województwa śląskiego - Bartłomiej Sienkiewicz – do 10 czerwca 2024, wybrany na posła do Parlamentu Europejskiego - Michał Szczerba – do 10 czerwca 2024, wybrany na posła do Parlamentu Europejskiego - Marta Wcisło – do 10 czerwca 2024, wybrana na posła do Parlamentu Europejskiego - Bogdan Zdrojewski – do 10 czerwca 2024, wybrany na posła do Parlamentu Europejskiego |

### SenatorowieXI kadencji
Senatorowie związani z PO w klubie Koalicja Obywatelska – PO, Nowoczesna, Inicjatywa Polska, Zieloni:
| - Halina Bieda - Marek Borowski - Bogdan Borusewicz - Leszek Czarnobaj - Artur Dunin - Waldy Dzikowski - Jerzy Fedorowicz - Stanisław Gawłowski - Beniamin Godyla - Agnieszka Gorgoń-Komor - Tomasz Grodzki – szef klubu KO - Janusz Gromek - Rafał Grupiński – wicemarszałek Senatu - Jolanta Hibner - Tadeusz Jarmuziewicz - Ewa Kaliszuk - Małgorzata Kidawa-Błońska – marszałek Senatu - Kazimierz Kleina - Bogdan Klich - Andrzej Kobiak - Magdalena Kochan - Agnieszka Kołacz-Leszczyńska - Władysław Komarnicki - Krzysztof Kwiatkowski – wybrany jako kandydat niezależny - Tomasz Lenz - Beata Małecka-Libera - Ewa Matecka - Gabriela Morawska-Stanecka - Monika Piątkowska – od 26 marca 2025, wybrana w wyborach uzupełniających - Jolanta Piotrowska - Sławomir Rybicki - Grzegorz Schetyna - Joanna Sekuła - Henryk Siedlaczek - Adam Szejnfeld - Ryszard Świlski - Jerzy Wcisła - Marcin Zawiła - Barbara Zdrojewska - Wojciech Ziemniak |

Wszyscy senatorowie PO (oprócz Krzysztof Kwiatkowskiego) zostali wybrani z ramienia Koalicji Obywatelskiej i zasiadają w jej klubie. Senatorami KO niezwiązanymi z partią są Adam Bodnar, Ryszard Brejza i Janusz Pęcherz.

### Posłowie doParlamentu EuropejskiegoX kadencji
| - Magdalena Adamowicz - Bartosz Arłukowicz - Krzysztof Brejza - Borys Budka - Andrzej Buła - Kamila Gasiuk-Pihowicz - Hanna Gronkiewicz-Waltz – od 10 października 2024, zastąpiła Marcina Kierwińskiego - Andrzej Halicki – szef delegacji KO-PSL - Marcin Kierwiński - Ewa Kopacz – wiceprzewodnicząca Parlamentu Europejskiego - Janusz Lewandowski - Elżbieta Łukacijewska - Jagna Marczułajtis-Walczak - Mirosława Nykiel - Jacek Protas - Bartłomiej Sienkiewicz - Michał Szczerba - Michał Wawrykiewicz - Marta Wcisło - Bogdan Zdrojewski |

Wszyscy posłowie PO zostali wybrani z list Koalicji Obywatelskiej i należą w Parlamencie Europejskim X kadencji do Europejskiej Partii Ludowej. Eurodeputowanym KO niezwiązanym z żadną partią jest Łukasz Kohut.
Były eurodeputowany PO X kadencji:
| - Marcin Kierwiński – do 25 września 2024, objął stanowisko ministra–członka Rady Ministrów |

### Posłowie doParlamentu EuropejskiegoIX kadencji
| - Magdalena Adamowicz - Krzysztof Brejza – od 3 stycznia 2024, zastąpił Radosława Sikorskiego - Jerzy Buzek - Jarosław Duda - Tomasz Frankowski - Andrzej Halicki – szef delegacji PO-PSL - Danuta Hübner - Ewa Kopacz – wiceprzewodnicząca Parlamentu Europejskiego - Janusz Lewandowski - Elżbieta Łukacijewska - Janina Ochojska-Okońska - Jan Olbrycht - Witold Pahl – od 16 listopada 2023, zastąpił Bartosza Arłukowicza |

Wszyscy posłowie PO zostali wybrani z list Koalicji Europejskiej i należą w Parlamencie Europejskim IX kadencji do Europejskiej Partii Ludowej.
Inni eurodeputowani PO IX kadencji:
| - Bartosz Arłukowicz – do 18 października 2023, wybrany na posła na Sejm - Radosław Sikorski – do 12 grudnia 2023, objął stanowisko ministra spraw zagranicznych - Róża Thun – do 17 maja 2021, została eurodeputowanym niezależnym |

### Posłowie naSejmIX kadencji
Posłowie związani z PO w klubie Koalicja Obywatelska – PO, Nowoczesna, Inicjatywa Polska, Zieloni:
| - Urszula Augustyn - Tadeusz Aziewicz - Mateusz Bochenek - Jerzy Borowczak - Piotr Borys - Borys Budka – szef klubu KO - Małgorzata Chmiel - Janusz Cichoń - Adam Cyrański - Zofia Czernow - Waldy Dzikowski - Magdalena Filiks - Joanna Frydrych - Konrad Frysztak - Krzysztof Gadowski - Aleksandra Gajewska - Kinga Gajewska - Elżbieta Gapińska - Kamila Gasiuk-Pihowicz - Elżbieta Gelert - Tomasz Głogowski - Marta Golbik - Cezary Grabarczyk - Krzysztof Grabczuk - Jan Grabiec - Rafał Grupiński - Agnieszka Hanajczyk - Jerzy Hardie-Douglas - Marek Hok - Maria Janyska - Michał Jaros - Joanna Jaśkowiak - Małgorzata Kidawa-Błońska – wicemarszałek Sejmu - Marcin Kierwiński - Joanna Kluzik-Rostkowska - Ewa Kołodziej - Zbigniew Konwiński - Tomasz Kostuś - Paweł Kowal - Iwona Kozłowska - Michał Krawczyk - Robert Kropiwnicki - Wojciech Król - Marek Krząkała - Henryka Krzywonos-Strycharska - Maciej Lasek - Gabriela Lenartowicz - Tomasz Lenz - Izabela Leszczyna - Artur Łącki - Magdalena Łośko - Arkadiusz Marchewka - Jagna Marczułajtis-Walczak | - Rajmund Miller - Aleksander Miszalski - Czesław Mroczek - Izabela Mrzygłocka - Arkadiusz Myrcha - Sławomir Neumann - Dorota Niedziela - Małgorzata Niemczyk - Sławomir Nitras - Tomasz Nowak - Mirosława Nykiel - Marzena Okła-Drewnowicz - Tomasz Olichwer - Paweł Olszewski - Katarzyna Osos - Paweł Papke - Małgorzata Pępek - Krzysztof Piątkowski - Sławomir Piechota - Kazimierz Plocke - Agnieszka Pomaska - Paweł Poncyljusz - Jacek Protas - Dariusz Rosati - Grzegorz Rusiecki - Jakub Rutnicki - Marek Rząsa - Wojciech Saługa - Grzegorz Schetyna - Krystyna Sibińska - Tomasz Siemoniak - Bartłomiej Sienkiewicz - Krystyna Skowrońska - Waldemar Sługocki - Marek Sowa - Michał Szczerba - Andrzej Szewiński - Krystyna Szumilas - Tomasz Szymański - Iwona Śledzińska-Katarasińska - Cezary Tomczyk - Krzysztof Truskolaski - Robert Tyszkiewicz - Jarosław Urbaniak - Jarosław Wałęsa - Marta Wcisło - Monika Wielichowska - Ryszard Wilczyński - Mariusz Witczak - Anna Wojciechowska – od 4 maja 2021, zastąpiła Annę Wasilewską - Piotr Zientarski - Tadeusz Zwiefka - Stanisław Żmijan – od 13 czerwca 2023, zastąpił Riada Haidara |

Wszyscy posłowie PO zostali wybrani z ramienia Koalicji Obywatelskiej i zasiadali w jej klubie. Inni posłowie KO niezwiązani z innymi partiami niż PO to Piotr Adamowicz, Hanna Gill-Piątek, Iwona Hartwich, Grzegorz Napieralski, Karolina Pawliczak, Franciszek Sterczewski i Michał Wypij.
Inni posłowie PO w Sejmie IX kadencji:
| - Zbigniew Ajchler – niezrzeszony, od 15 czerwca 2021, zastąpił Killiona Munyamę; do sierpnia 2021, został posłem nie reprezentującym partii - Joanna Fabisiak – do sierpnia 2023, została posłem nie reprezentującym partii - Michał Gramatyka – do 2 lipca 2021, przeszedł do Polski 2050 - Joanna Mucha – do 21 stycznia 2021, została posłem niezrzeszonym reprezentującym Polskę 2050 - Killion Munyama – do 10 czerwca 2021, zrezygnował z mandatu poselskiego - Ireneusz Raś – do 14 maja 2021, został posłem niezrzeszonym nie reprezentującym partii - Bogusław Sonik – do 9 maja 2023, został posłem nie reprezentującym partii - Anna Wasilewska – do 6 kwietnia 2021, zmarła - Paweł Zalewski – do 14 maja 2021, został posłem niezrzeszonym nie reprezentującym partii |

### SenatorowieX kadencji
Senatorowie związani z PO w klubie Koalicja Obywatelska – PO, Nowoczesna, Inicjatywa Polska, Zieloni:
| - Paweł Arndt - Halina Bieda - Marek Borowski - Bogdan Borusewicz – wicemarszałek Senatu - Marcin Bosacki – szef klubu KO - Krzysztof Brejza - Alicja Chybicka - Leszek Czarnobaj - Robert Dowhan - Artur Dunin - Jerzy Fedorowicz - Zygmunt Frankiewicz - Stanisław Gawłowski – poza klubem KO, wybrany z ramienia Demokracji Obywatelskiej - Beniamin Godyla - Agnieszka Gorgoń-Komor - Tomasz Grodzki – marszałek Senatu - Janusz Gromek - Jolanta Hibner - Danuta Jazłowiecka - Kazimierz Kleina | - Bogdan Klich - Andrzej Kobiak - Magdalena Kochan - Agnieszka Kołacz-Leszczyńska - Władysław Komarnicki - Stanisław Lamczyk - Beata Małecka-Libera - Ewa Matecka - Antoni Mężydło - Aleksander Pociej - Jadwiga Rotnicka - Sławomir Rybicki - Joanna Sekuła - Adam Szejnfeld - Ryszard Świlski - Jerzy Wcisła - Barbara Zdrojewska - Bogdan Zdrojewski - Wojciech Ziemniak |

Wszyscy senatorowie PO (oprócz Stanisława Gawłowskiego) zostali wybrani z ramienia Koalicji Obywatelskiej i zasiadali w jej klubie. Senatorami KO niezwiązanymi z partią byli Gabriela Morawska-Stanecka i Janusz Pęcherz.
Inni senatorowie PO w Senacie X kadencji:
| - Barbara Borys-Damięcka – do 9 czerwca 2023, zmarła - Marek Plura – do 21 stycznia 2023, zmarł - Kazimierz Michał Ujazdowski – do 22 czerwca 2021, przeszedł do Koalicji Polskiej |

### Posłowie naSejmVIII kadencji
| - Zbigniew Ajchler - Paweł Arndt - Urszula Augustyn - Joanna Augustynowska – od 12 kwietnia 2017, wybrana z listy Nowoczesnej - Tadeusz Aziewicz - Paweł Bańkowski - Anna Białkowska - Jerzy Borowczak - Krzysztof Brejza - Borys Budka - Bożenna Bukiewicz - Małgorzata Chmiel - Alicja Chybicka - Janusz Cichoń - Piotr Cieśliński - Tomasz Cimoszewicz - Adam Cyrański – od 3 lipca 2019, wybrany z listy Nowoczesnej - Zofia Czernow - Andrzej Czerwiński - Ewa Drozd - Artur Dunin - Waldy Dzikowski - Joanna Fabisiak - Joanna Frydrych - Grzegorz Furgo – od 12 kwietnia 2017, wybrany z listy Nowoczesnej - Krzysztof Gadowski - Kinga Gajewska - Elżbieta Gapińska - Kamila Gasiuk-Pihowicz – od 5 grudnia 2018 w klubie PO-KO, wybrana z listy Nowoczesnej - Zdzisław Gawlik - Stanisław Gawłowski - Lidia Gądek - Elżbieta Gelert - Artur Gierada - Tomasz Głogowski - Marta Golbik – od 12 kwietnia 2017, wybrana z listy Nowoczesnej - Cezary Grabarczyk - Jan Grabiec - Rafał Grupiński - Agnieszka Hanajczyk - Bożena Henczyca - Jolanta Hibner - Marek Hok - Maria Janyska - Michał Jaros - Bożena Kamińska - Włodzimierz Karpiński - Małgorzata Kidawa-Błońska – wicemarszałek Sejmu - Marcin Kierwiński - Joanna Kluzik-Rostkowska - Paweł Kobyliński – od 5 grudnia 2018 w klubie PO-KO, wybrany z listy komitetu Kukiz’15 - Magdalena Kochan - Agnieszka Kołacz-Leszczyńska - Ewa Kołodziej – od 9 grudnia 2015, zastąpiła Tomasza Tomczykiewicza - Zbigniew Konwiński - Adam Korol - Leszek Korzeniowski - Roman Kosecki - Tomasz Kostuś - Iwona Krawczyk – od 5 grudnia 2018, zastąpiła Stanisława Huskowskiego - Robert Kropiwnicki - Wojciech Król - Marek Krząkała - Henryka Krzywonos-Strycharska - Tomasz Kucharski - Stanisław Lamczyk - Józef Lassota - Gabriela Lenartowicz - Tomasz Lenz - Izabela Leszczyna - Grzegorz Lipiec – od 5 grudnia 2018, zastąpił Bogusława Sonika | - Zofia Ławrynowicz – od 12 czerwca 2019, zastąpiła Bartosza Arłukowicza - Beata Małecka-Libera - Arkadiusz Marchewka - Jagna Marczułajtis-Walczak – od 21 listopada 2018, zastąpiła Rafała Trzaskowskiego - Magdalena Marek – od 21 listopada 2018, zastąpiła Wojciecha Wilka - Antoni Mężydło - Rajmund Miller - Piotr Misiło – od 5 grudnia 2018 w klubie PO-KO, wybrany z listy Nowoczesnej - Aldona Młyńczak - Czesław Mroczek - Izabela Mrzygłocka - Joanna Mucha - Killion Munyama - Arkadiusz Myrcha - Anna Nemś - Sławomir Neumann - Dorota Niedziela - Małgorzata Niemczyk - Sławomir Nitras - Tomasz Nowak - Mirosława Nykiel - Włodzimierz Nykiel - Norbert Obrycki - Marzena Okła-Drewnowicz - Paweł Olszewski - Katarzyna Osos - Paweł Papke - Zbigniew Pawłowicz - Małgorzata Pępek - Sławomir Piechota - Danuta Pietraszewska - Teresa Piotrowska - Kazimierz Plocke - Agnieszka Pomaska - Jacek Protas - Elżbieta Radziszewska - Grzegorz Raniewicz - Ireneusz Raś - Halina Rozpondek - Leszek Ruszczyk - Dorota Rutkowska - Jakub Rutnicki - Marek Rząsa - Grzegorz Schetyna - Krystyna Sibińska - Tomasz Siemoniak - Krystyna Skowrońska - Marek Sowa - Michał Stasiński – od 12 kwietnia 2017, wybrany z listy Nowoczesnej - Elżbieta Stępień – od 5 grudnia 2018 w klubie PO-KO, wybrana z listy Nowoczesnej - Paweł Suski - Michał Szczerba - Krystyna Szumilas - Bożena Szydłowska - Tomasz Szymański - Iwona Śledzińska-Katarasińska - Marcin Święcicki - Cezary Tomczyk - Krzysztof Truskolaski – od 6 grudnia 2018 w klubie PO-KO, wybrany z listy Nowoczesnej - Robert Tyszkiewicz - Jarosław Urbaniak - Anna Wasilewska - Monika Wielichowska - Ryszard Wilczyński - Mariusz Witczak - Marek Wójcik - Kornelia Wróblewska – od 5 grudnia 2018 w klubie PO-KO, wybrana z listy Nowoczesnej - Marian Zembala - Wojciech Ziemniak - Szymon Ziółkowski - Stanisław Żmijan |

Inni posłowie PO w Sejmie VIII kadencji:
| - Bartosz Arłukowicz – do 28 maja 2019, wybrany na posła do Parlamentu Europejskiego - Marek Biernacki – do 4 lipca 2019 w klubie PO-KO, przeszedł do klubu PSL-Koalicja Polska - Andrzej Halicki – do 28 maja 2019, wybrany na posła do Parlamentu Europejskiego - Stanisław Huskowski – do 20 lipca 2016, został posłem niezrzeszonym - Michał Kamiński – do 20 lipca 2016, został posłem niezrzeszonym - Ewa Kopacz – do 28 maja 2019, wybrana na posła do Parlamentu Europejskiego - Stefan Niesiołowski – do 21 września 2016, przeszedł do Europejskich Demokratów - Jacek Protasiewicz – do 20 lipca 2016, został posłem niezrzeszonym - Bogusław Sonik – do 20 listopada 2018, objął mandat posła do Parlamentu Europejskiego - Jacek Tomczak – do 4 lipca 2019 w klubie PO-KO, przeszedł do klubu PSL-Koalicja Polska - Tomasz Tomczykiewicz – do 28 listopada 2015, zmarł - Rafał Trzaskowski – do 29 października 2018, wybrany na prezydenta Warszawy - Wojciech Wilk – do 5 listopada 2018, wybrany na burmistrza Kraśnika |

### SenatorowieIX kadencji
| - Mieczysław Augustyn - Ryszard Bonisławski - Marek Borowski – poza klubem (wybrany jako kandydat niezależny), w 2019 wstąpił do partii - Bogdan Borusewicz – wicemarszałek Senatu - Barbara Borys-Damięcka - Leszek Czarnobaj - Robert Dowhan - Jerzy Fedorowicz - Piotr Florek - Tomasz Grodzki - Kazimierz Kleina - Bogdan Klich – szef klubu senatorów PO - Andrzej Kobiak - Władysław Komarnicki | - Grzegorz Napieralski (Biało-Czerwoni) – od 1 sierpnia 2019 - Maria Pańczyk-Pozdziej - Aleksander Pociej - Marian Poślednik - Marek Rocki - Jadwiga Rotnicka - Sławomir Rybicki - Waldemar Sługocki - Grażyna Sztark – od 1 września 2019 poza klubem, pozostała w partii - Przemysław Termiński - Piotr Wach - Jerzy Wcisła - Barbara Zdrojewska - Piotr Zientarski |

Inni senatorowie PO w Senacie IX kadencji:
| - Jarosław Duda – do 28 maja 2019, wybrany na posła do Parlamentu Europejskiego - Maciej Grubski – do 9 września 2018, został senatorem niezrzeszonym - Wiesław Kilian – do 15 marca 2019, zmarł - Jan Filip Libicki – do 17 czerwca 2018, został senatorem niezrzeszonym - Andrzej Misiołek – do 13 grudnia 2017, został senatorem niezrzeszonym - Leszek Piechota – do 13 grudnia 2017, został senatorem niezrzeszonym - Jan Rulewski – do 13 kwietnia 2019, został senatorem niezrzeszonym |

### Posłowie doParlamentu EuropejskiegoVIII kadencji
| - Michał Boni - Jerzy Buzek - Danuta Hübner - Danuta Jazłowiecka - Agnieszka Kozłowska-Rajewicz - Barbara Kudrycka - Janusz Lewandowski – szef delegacji PO-PSL - Elżbieta Łukacijewska - Jan Olbrycht - Julia Pitera - Marek Plura - Dariusz Rosati - Bogusław Sonik – od 20 listopada 2018, zastąpił Bogdana Wentę - Adam Szejnfeld - Róża Thun - Jarosław Wałęsa - Bogdan Zdrojewski - Tadeusz Zwiefka |

Inni eurodeputowani PO VIII kadencji:
- Jacek Saryusz-Wolski – do 4 marca 2017, został eurodeputowanym niezależnym
- Bogdan Wenta – do 13 listopada 2018, wybrany na prezydenta Kielc

Wszyscy posłowie PO należeli w Parlamencie Europejskim VIII kadencji do Europejskiej Partii Ludowej.

### Posłowie naSejmVII kadencji
| - Elżbieta Achinger – od 11 lipca 2012, zastąpiła Aleksandra Grada - Tadeusz Arkit - Bartosz Arłukowicz - Paweł Arndt - Urszula Augustyn - Tadeusz Aziewicz - Marek Biernacki - Andrzej Biernat - Leszek Blanik - Joanna Bobowska - Jerzy Borowczak - Krzysztof Brejza - Jacek Brzezinka - Beata Bublewicz - Borys Budka – minister sprawiedliwości - Bożenna Bukiewicz - Renata Butryn - Jarosław Charłampowicz - Stanisław Chmielewski – od 24 czerwca 2014, zastąpił Adama Szejnfelda - Janusz Cichoń – sekretarz stanu w Ministerstwie Finansów - Grażyna Ciemniak – od 16 grudnia 2014, zastąpiła Jarosława Katulskiego - Piotr Cieśliński - Marian Cycoń - Barbara Czaplicka - Czesław Czechyra - Zofia Czernow - Andrzej Czerwiński – minister skarbu państwa - Ewa Czeszejko-Sochacka – od 7 listopada 2014, zastąpiła Donalda Tuska - Alicja Dąbrowska - Ewa Drozd - Artur Dunin - Zenon Durka - Janusz Dzięcioł - Waldy Dzikowski - Joanna Fabisiak - Jerzy Fedorowicz - Arkady Fiedler - Krzysztof Gadowski - Andrzej Gałażewski - Elżbieta Gapińska - Stanisław Gawłowski - Lidia Gądek - Magdalena Gąsior-Marek - Elżbieta Gelert - Artur Gierada - Tomasz Głogowski - Cezary Grabarczyk - Mariusz Grad - Rafał Grupiński – szef klubu PO - Andrzej Gut-Mostowy - Iwona Guzowska - Andrzej Halicki - Katarzyna Hall - Agnieszka Hanajczyk - Bożena Henczyca – od 17 grudnia 2014, zastąpiła Łukasza Borowiaka - Marek Hok - Teresa Hoppe - Stanisław Huskowski – sekretarz stanu w Ministerstwie Administracji i Cyfryzacji - Robert Jagła – od 27 sierpnia 2014, zastąpił Jakuba Szulca - Renata Janik – od 11 września 2013, zastąpiła Konstantego Miodowicza - Maria Janyska - Tadeusz Jarmuziewicz - Michał Jaros - Leszek Jastrzębski - Roman Kaczor - Bożena Kamińska - Grzegorz Karpiński – od 17 grudnia 2014, zastąpił Marka Wojtkowskiego; sekretarz stanu w Ministerstwie Spraw Wewnętrznych - Włodzimierz Karpiński - Jan Kaźmierczak - Małgorzata Kidawa-Błońska – sekretarz stanu w KPRM i rzecznik prasowy rządu - Marcin Kierwiński – sekretarz stanu w KPRM i szef Gabinetu Politycznego Premiera - Joanna Kluzik-Rostkowska – minister edukacji narodowej - Krystyna Kłosin - Magdalena Kochan - Brygida Kolenda-Łabuś - Agnieszka Kołacz-Leszczyńska - Ewa Kołodziej - Zbigniew Konwiński - Ewa Kopacz – prezes Rady Ministrów - Domicela Kopaczewska - Leszek Korzeniowski - Roman Kosecki - Sławomir Kowalski - Jacek Kozaczyński - Jerzy Kozdroń – sekretarz stanu w Ministerstwie Sprawiedliwości - Iwona Kozłowska - Mirosław Koźlakiewicz - Ligia Krajewska - Robert Kropiwnicki - Elżbieta Królikowska-Kińska – od 27 sierpnia 2013, zastąpiła Krzysztofa Kwiatkowskiego - Przemysław Krysztofiak – od 17 grudnia 2014, zastąpił Małgorzatę Adamczak - Marek Krząkała - Cezary Kucharski - Jan Kulas – od 4 lutego 2015, zastąpił Sławomira Nowaka - Tomasz Kulesza – od 22 grudnia 2011, zastąpił Małgorzatę Chomycz - Stanisław Lamczyk - Józef Lassota - Tomasz Lenz - Izabela Leszczyna – sekretarz stanu w Ministerstwie Finansów - Arkadiusz Litwiński - Marek Łapiński - Zofia Ławrynowicz - Robert Maciaszek – od 28 listopada 2014, zastąpił Pawła Grasia - Beata Małecka-Libera - Jagna Marczułajtis-Walczak - Katarzyna Matusik-Lipiec - Antoni Mężydło - Rajmund Miller - Aldona Młyńczak – od 5 czerwca 2014, zastąpiła Bogdana Zdrojewskiego - Czesław Mroczek – sekretarz stanu w Ministerstwie Obrony Narodowej - Izabela Mrzygłocka - Joanna Mucha - Killion Munyama - Tadeusz Naguszewski – od 16 grudnia 2014, zastąpił Adama Żylińskiego - Anna Nemś – sekretarz stanu w Ministerstwie Gospodarki - Sławomir Neumann – sekretarz stanu w Ministerstwie Zdrowia - Dorota Niedziela – sekretarz stanu w Ministerstwie Środowiska - Małgorzata Niemczyk - Stefan Niesiołowski - Tomasz Nowak - Mirosława Nykiel - Marzena Okła-Drewnowicz - Janina Okrągły - Alicja Olechowska - Paweł Olszewski – sekretarz stanu w Ministerstwie Infrastruktury i Rozwoju - Maciej Orzechowski - Andrzej Orzechowski - Konstanty Oświęcimski - Zbigniew Pacelt - Witold Pahl - Paweł Papke - Małgorzata Pępek - Sławomir Piechota - Elżbieta Pierzchała - Danuta Pietraszewska - Lucjan Pietrzczyk - Jarosław Pięta - Teresa Piotrowska - Kazimierz Plocke – sekretarz stanu w Ministerstwie Rolnictwa i Rozwoju Wsi - Mirosław Pluta - Agnieszka Pomaska - Marek Poręba – od 10 czerwca 2015, zastąpił Zbigniewa Rynasiewicza - Damian Raczkowski - Elżbieta Radziszewska – wicemarszałek Sejmu - Grzegorz Raniewicz - Ireneusz Raś - Halina Rozpondek - Beata Rusinowska – od 5 czerwca 2014, zastąpiła Julię Piterę - Dorota Rutkowska - Jakub Rutnicki - Marek Rząsa - Jan Rzymełka – od 5 czerwca 2014, zastąpił Marka Plurę - Grzegorz Schetyna – minister spraw zagranicznych - Krystyna Sibińska - Henryk Siedlaczek - Radosław Sikorski – marszałek Sejmu - Krystyna Skowrońska - Bożena Sławiak - Waldemar Sługocki - Katarzyna Stachowicz – od 19 grudnia 2014, zastąpiła Wojciecha Saługę - Michał Stuligrosz – od 5 czerwca 2014, zastąpił Agnieszkę Kozłowską-Rajewicz - Wiesław Suchowiejko - Paweł Suski - Michał Szczerba - Grzegorz Sztolcman - Krystyna Szumilas - Bożena Szydłowska - Tomasz Szymański - Iwona Śledzińska-Katarasińska - Marcin Święcicki - Teresa Świło – od 19 marca 2014, zastąpiła Tomasza Smolarza - Piotr Tomański - Irena Tomaszak-Zesiuk – od 23 kwietnia 2014, zastąpiła Krystynę Poślednią - Jan Tomaszewski – od 5 lutego 2015, wybrany z listy Prawa i Sprawiedliwości - Jacek Tomczak - Cezary Tomczyk - Tomasz Tomczykiewicz - Aleksandra Trybuś - Łukasz Tusk – od 22 listopada 2013, zastąpił Andrzeja Bułę - Robert Tyszkiewicz - Piotr van der Coghen - Jan Vincent-Rostowski - Robert Wardzała - Monika Wielichowska - Mariusz Witczak - Norbert Wojnarowski - Ewa Wolak - Małgorzata Woźniak – od 13 stycznia 2015, zastąpiła Radosława Witkowskiego - Marek Wójcik - Jadwiga Zakrzewska - Renata Zaremba - Ryszard Zawadzki - Maciej Zieliński - Wojciech Ziemniak - Stanisław Żmijan - Ewa Żmuda-Trzebiatowska |

Inni posłowie PO w Sejmie VII kadencji:
| - Małgorzata Adamczak – do 1 grudnia 2014, wybrana na burmistrza Śmigla - Łukasz Borowiak – do 1 grudnia 2014, wybrany na prezydenta Leszna - Jerzy Budnik – do 23 września 2015, został posłem niezrzeszonym - Andrzej Buła – do 12 listopada 2013, wybrany na marszałka województwa opolskiego - Małgorzata Chomycz – do 12 grudnia 2011, mianowana wojewodą podkarpackim - Łukasz Gibała – do 8 marca 2012, przeszedł do Ruchu Palikota - Czesław Gluza – do 22 września 2015, przeszedł do Sojuszu Lewicy Demokratycznej - John Godson – do 27 sierpnia 2013, został posłem niezrzeszonym - Jarosław Gowin – do 9 września 2013, został posłem niezrzeszonym - Aleksander Grad – do 30 czerwca 2012, zrezygnował z mandatu poselskiego - Paweł Graś – do 14 listopada 2014, został pełnomocnikiem przewodniczącego Rady Europejskiej - Jarosław Katulski, od 5 grudnia 2014, wybrany na radnego sejmiku województwa kujawsko-pomorskiego - Andrzej Kania – do 11 września 2015, przeszedł do Zjednoczonej Prawicy (i partii Polska Razem) - Agnieszka Kozłowska-Rajewicz – do 27 maja 2014, wybrana na posła do Parlamentu Europejskiego - Barbara Kudrycka – do 27 maja 2014, wybrana na posła do Parlamentu Europejskiego - Krzysztof Kwiatkowski – do 9 sierpnia 2013, powołany na prezesa Najwyższej Izby Kontroli - Konstanty Miodowicz – do 23 sierpnia 2013, zmarł - Sławomir Nowak – do grudnia 2014, został posłem niezrzeszonym - Julia Pitera – do 27 maja 2014, wybrana na posła do Parlamentu Europejskiego - Marek Plura – do 27 maja 2014, wybrany na posła do Parlamentu Europejskiego - Krystyna Poślednia – do 1 kwietnia 2014, zmarła - Dariusz Rosati – do 27 maja 2014, wybrany na posła do Parlamentu Europejskiego - Sławomir Rybicki – do 17 stycznia 2012, powołany na stanowisko sekretarza stanu w Kancelarii Prezydenta - Zbigniew Rynasiewicz – do 1 czerwca 2015, zrezygnował z mandatu poselskiego - Wojciech Saługa – do 1 grudnia 2014, wybrany na marszałka województwa śląskiego - Andrzej Smirnow – od 5 czerwca 2014, zastąpił Dariusza Rosatiego; do 1 lipca 2014, został posłem niezrzeszonym - Tomasz Smolarz – do 12 marca 2014, mianowany wojewodą dolnośląskim - Aleksander Sosna – od 5 czerwca 2014, zastąpił Barbarę Kudrycką; do 22 września 2015, przeszedł do Sojuszu Lewicy Demokratycznej - Lidia Staroń – do 22 września 2015, została posłem niezrzeszonym - Miron Sycz – do 2 listopada 2015, wybrany na wicemarszałka województwa warmińsko-mazurskiego - Adam Szejnfeld – do 27 maja 2014, wybrany na posła do Parlamentu Europejskiego - Jakub Szulc – do 21 sierpnia 2014, zrezygnował z mandatu poselskiego - Donald Tusk – do 31 października 2014, wybrany na przewodniczącego Rady Europejskiej - Radosław Witkowski – do 15 grudnia 2014, wybrany na prezydenta Radomia - Marek Wojtkowski – od 5 grudnia 2014, wybrany na prezydenta Włocławka - Bogdan Zdrojewski – do 27 maja 2014, wybrany na posła do Parlamentu Europejskiego - Jerzy Ziętek – do 28 października 2014, został posłem niezrzeszonym - Jacek Żalek – do 12 września 2013, został posłem niezrzeszonym - Adam Żyliński – od 25 stycznia 2012, zastąpił Sławomira Rybickiego; do 2 grudnia 2014, wybrany na burmistrza Iławy |

### SenatorowieVIII kadencji
| - Łukasz Abgarowicz - Anna Aksamit - Tadeusz Arłukowicz - Mieczysław Augustyn - Ryszard Bonisławski - Bogdan Borusewicz – marszałek Senatu - Barbara Borys-Damięcka - Alicja Chybicka - Leszek Czarnobaj - Robert Dowhan - Jarosław Duda – sekretarz stanu w Ministerstwie Pracy i Polityki Społecznej - Witold Gintowt-Dziewałtowski - Stanisław Gorczyca - Ryszard Górecki - Maciej Grubski - Piotr Gruszczyński - Andrzej Grzyb - Stanisław Hodorowicz - Stanisław Jurcewicz - Wiesław Kilian - Kazimierz Kleina - Bogdan Klich - Ryszard Knosala - Andrzej Kobiak - Marek Konopka - Jarosław Lasecki - Jan Filip Libicki - Zbigniew Meres - Jan Michalski - Andrzej Misiołek - Rafał Muchacki - Ireneusz Niewiarowski - Norbert Obrycki - Andrzej Owczarek - Maria Pańczyk-Pozdziej – wicemarszałek Senatu - Andrzej Person - Leszek Piechota - Józef Pinior - Aleksander Pociej - Marian Poślednik - Sławomir Preiss - Marek Rocki – szef klubu senatorów PO - Jadwiga Rotnicka - Jan Rulewski - Janusz Sepioł - Witold Sitarz - Andrzej Szewiński - Grażyna Sztark - Bogusław Śmigielski - Aleksander Świeykowski - Piotr Wach - Edmund Wittbrodt - Michał Wojtczak - Jan Wyrowiński – wicemarszałek Senatu - Roman Zaborowski - Adam Zdziebło - Piotr Zientarski - Marek Ziółkowski |

Inni senatorowie PO VIII kadencji:
| - Elżbieta Bieńkowska – do 31 października 2014, objęła stanowisko komisarza Komisji Europejskiej ds. rynku wewnętrznego i usług, przemysłu, przedsiębiorczości oraz małych i średnich przedsiębiorstw - Helena Hatka – do 12 sierpnia 2015, została senatorem niezrzeszonym - Stanisław Iwan – do 21 lipca 2015, został senatorem niezrzeszonym - Tadeusz Kopeć – do 22 maja 2015, został senatorem niezrzeszonym - Antoni Motyczka – do 24 stycznia 2013, zmarł |

### Posłowie doParlamentu EuropejskiegoVII kadencji
| - Piotr Borys - Jerzy Buzek - Małgorzata Handzlik - Jolanta Hibner - Danuta Hübner – szefowa delegacji PO-PSL - Danuta Jazłowiecka - Sidonia Jędrzejewska - Filip Kaczmarek - Michał Kamiński – od kwietnia 2014, wybrany z listy Prawa i Sprawiedliwości (poprzednio Polska Jest Najważniejsza), frakcja Europejscy Konserwatyści i Reformatorzy - Jan Kozłowski – od 4 marca 2010, zastąpił Janusza Lewandowskiego - Krzysztof Lisek - Elżbieta Łukacijewska - Bogdan Marcinkiewicz - Sławomir Nitras - Jan Olbrycht - Jacek Protasiewicz – wiceprzewodniczący Parlamentu Europejskiego - Tadeusz Ross – od 17 grudnia 2013, zastąpił Lenę Kolarską-Bobińską - Jacek Saryusz-Wolski - Joanna Skrzydlewska - Bogusław Sonik - Róża Thun - Jarosław Wałęsa - Zbigniew Zaleski – od 17 grudnia 2013, zastąpił Rafała Trzaskowskiego - Paweł Zalewski - Tadeusz Zwiefka |

Inni eurodeputowani PO VII kadencji:
| - Lena Kolarska-Bobińska – do 3 grudnia 2013, objęła stanowisko ministra nauki i szkolnictwa wyższego - Janusz Lewandowski – do 9 lutego 2010, objął stanowisko komisarza ds. budżetu w Komisji Europejskiej - Rafał Trzaskowski – do 3 grudnia 2013, objął stanowisko ministra administracji i cyfryzacji - Artur Zasada – do 16 listopada 2013, został eurodeputowanym niezależnym |

Wszyscy posłowie PO (oprócz Michała Kamińskiego) należeli w Parlamencie Europejskim VII kadencji do Europejskiej Partii Ludowej.

### Posłowie naSejmVI kadencji
| - Tadeusz Arkit - Bartosz Arłukowicz – od 11 maja 2011, wybrany z listy Lewicy i Demokratów - Paweł Arndt - Urszula Augustyn - Tadeusz Aziewicz - Klaudiusz Balcerzak – od 14 grudnia 2010, zastąpił Marka Cebulę - Marek Biernacki - Andrzej Biernat - Bogdan Bojko - Jerzy Borowczak – od 20 października 2010, zastąpił Sławomira Nowaka - Łukasz Borowiak – od 14 grudnia 2010, zastąpił Jarosława Urbaniaka - Krzysztof Brejza - Roman Brodniak - Jacek Brzezinka - Beata Bublewicz - Jerzy Budnik - Bożenna Bukiewicz - Andrzej Buła - Renata Butryn - Stanisław Chmielewski – sekretarz stanu w Ministerstwie Sprawiedliwości - Janusz Cichoń - Leszek Cieślik - Piotr Cieśliński – od 26 czerwca 2009, zastąpił Krzysztofa Liska - Barbara Czaplicka – od 4 sierpnia 2010, zastąpiła Bronisława Komorowskiego - Czesław Czechyra - Andrzej Czerwiński - Andrzej Czuma - Alicja Dąbrowska - Ewa Drozd - Mirosław Drzewiecki - Artur Dunin - Zenon Durka - Janusz Dzięcioł - Waldy Dzikowski - Joanna Fabisiak - Jerzy Fedorowicz - Arkady Fiedler - Krzysztof Gadowski - Andrzej Gałażewski - Stanisław Gawłowski – sekretarz stanu w Ministerstwie Środowiska - Magdalena Gąsior-Marek - Łukasz Gibała - Artur Gierada - Tomasz Głogowski - John Godson – od 14 grudnia 2010, zastąpił Hannę Zdanowską - Jarosław Gowin - Cezary Grabarczyk – minister infrastruktury - Aleksander Grad – minister skarbu - Mariusz Grad - Paweł Graś – sekretarz stanu w KPRM i rzecznik prasowy Rady Ministrów - Rafał Grupiński - Andrzej Gut-Mostowy - Iwona Guzowska - Andrzej Halicki - Agnieszka Hanajczyk - Stanisław Huskowski - Tadeusz Jarmuziewicz – sekretarz stanu w Ministerstwie Infrastruktury - Michał Jaros - Leszek Jastrzębski – od 18 czerwca 2009, zastąpił Jolantę Hibner - Roman Kaczor – od 23 listopada 2007, zastąpił Andrzeja Łosia - Andrzej Kania - Grzegorz Karpiński - Włodzimierz Karpiński – sekretarz stanu w Ministerstwie Spraw Wewnętrznych i Administracji - Jarosław Katulski - Jan Kaźmierczak - Małgorzata Kidawa-Błońska - Wiesław Kilian – od 17 sierpnia 2011, wybrany z listy Prawa i Sprawiedliwości - Józef Klim - Joanna Kluzik-Rostkowska – od 28 czerwca 2011, wybrana z listy Prawa i Sprawiedliwości - Krystyna Kłosin – od 4 stycznia 2011, zastąpiła Zdzisława Czuchę - Magdalena Kochan - Zbigniew Konwiński - Ewa Kopacz – minister zdrowia - Domicela Kopaczewska - Tadeusz Kopeć - Leszek Korzeniowski - Roman Kosecki - Jacek Kozaczyński - Jerzy Kozdroń - Agnieszka Kozłowska-Rajewicz - Mirosław Koźlakiewicz - Robert Kropiwnicki – od 16 grudnia 2010, zastąpił Janusza Mikulicza - Adam Krupa - Jacek Krupa - Marek Krząkała - Jan Kulas - Tomasz Kulesza - Jan Kuriata - Stanisław Lamczyk - Tomasz Lenz - Izabela Leszczyna - Jan Filip Libicki – od 12 lipca 2011, wybrany z listy Prawa i Sprawiedliwości - Dariusz Lipiński - Arkadiusz Litwiński - Beata Małecka-Libera - Michał Marcinkiewicz - Katarzyna Matusik-Lipiec - Antoni Mężydło - Konstanty Miodowicz - Aldona Młyńczak - Czesław Mroczek – sekretarz stanu w Ministerstwie Obrony Narodowej - Izabela Mrzygłocka - Joanna Mucha - Jan Musiał - Tadeusz Naguszewski - Witold Namyślak - Sławomir Neumann - Stefan Niesiołowski – wicemarszałek Sejmu - Tomasz Nowak - Mirosława Nykiel - Marzena Okła-Drewnowicz - Janina Okrągły – od 24 czerwca 2009, zastąpiła Danutę Jazłowiecką - Alicja Olechowska - Danuta Olejniczak - Paweł Olszewski - Piotr Ołowski – od 3 marca 2010, zastąpił Annę Zielińską-Głębocką - Paweł Orłowski – od 5 maja 2010, zastąpił Arkadiusza Rybickiego - Andrzej Orzechowski - Maciej Orzechowski - Konstanty Oświęcimski - Zbigniew Pacelt - Witold Pahl - Tadeusz Patalita – od 15 grudnia 2010, zastąpił Witolda Kochana - Sławomir Piechota - Elżbieta Pierzchała - Danuta Pietraszewska - Jarosław Pięta - Teresa Piotrowska - Julia Pitera – sekretarz stanu w KPRM - Kazimierz Plocke – sekretarz stanu w Ministerstwie Rolnictwa i Rozwoju Wsi - Marek Plura - Mirosław Pluta – od 27 kwietnia 2011, zastąpił Jana Tomakę - Agnieszka Pomaska – od 24 czerwca 2009, zastąpiła Jarosława Wałęsę - Sławomir Preiss - Norbert Raba - Damian Raczkowski - Elżbieta Radziszewska – sekretarz stanu w KPRM - Grzegorz Raniewicz - Ireneusz Raś - Leszek Redzimski – od 14 grudnia 2010, zastąpił Witolda Namyślaka - Tadeusz Ross - Grzegorz Roszak - Beata Rusinowska – od 14 grudnia 2010, zastąpiła Andrzeja Nowakowskiego - Dorota Rutkowska – od 14 grudnia 2010, zastąpiła Włodzimierza Kulę - Halina Rozpondek - Jakub Rutnicki - Sławomir Rybicki - Zbigniew Rynasiewicz - Andrzej Ryszka - Marek Rząsa – od 24 czerwca 2009, zastąpił Elżbietę Łukacijewską - Jan Rzymełka - Wojciech Saługa - Grzegorz Schetyna – marszałek Sejmu - Mirosław Sekuła - Henryk Siedlaczek - Radosław Sikorski – minister spraw zagranicznych - Witold Sitarz - Krystyna Skowrońska - Bożena Sławiak - Andrzej Smirnow - Tomasz Smolarz - Wojciech Sokołowski – od 16 grudnia 2010, zastąpił Marcina Zawiłę - Lidia Staroń - Jarosław Stolarczyk – od 19 czerwca 2009, zastąpił Joannę Skrzydlewską - Michał Stuligrosz - Wiesław Suchowiejko – od 5 maja 2010, zastąpił Sebastiana Karpiniuka - Paweł Suski - Miron Sycz - Michał Szczerba - Adam Szejnfeld - Grzegorz Sztolcman - Jakub Szulc – sekretarz stanu w Ministerstwie Zdrowia - Krystyna Szumilas – sekretarz stanu w Ministerstwie Edukacji Narodowej - Bożena Szydłowska - Iwona Śledzińska-Katarasińska - Anna Śliwińska – od 19 maja 2010, zastąpiła Grzegorza Dolniaka - Piotr Tomański - Irena Tomaszak-Zesiuk - Jacek Tomczak – od 12 lipca 2011, wybrany z listy Prawa i Sprawiedliwości - Cezary Tomczyk - Tomasz Tomczykiewicz – szef klubu PO - Donald Tusk – prezes Rady Ministrów - Łukasz Tusk - Krzysztof Tyszkiewicz - Robert Tyszkiewicz - Cezary Urban - Jarosław Urbaniak - Piotr van der Coghen - Piotr Waśko - Monika Wielichowska - Wojciech Wilk - Radosław Witkowski - Jarosław Wojciechowski – od 19 stycznia 2011, zastąpił Aleksandra Skorupę - Norbert Wojnarowski - Marek Wojtkowski - Ewa Wolak - Marek Wójcik - Adam Wykręt - Jacek Zacharewicz - Jadwiga Zakrzewska - Renata Zaremba - Ryszard Zawadzki - Bogdan Zdrojewski – minister kultury i dziedzictwa narodowego - Marek Zieliński - Wojciech Ziemniak - Jerzy Ziętek - Jacek Żalek - Stanisław Żmijan - Adam Żyliński |

Inni posłowie PO w Sejmie VI kadencji:
| - Zbigniew Chlebowski – do 28 października 2009, został posłem niezrzeszonym - Marek Cebula – do 7 grudnia 2010, wybrany na burmistrza Krosna Odrzańskiego - Janusz Chwierut – do 11 lipca 2011, powołany na p.o. prezydenta Oświęcimia - Zdzisław Czucha – do 7 grudnia 2010, wybrany na burmistrza Kościerzyny - Grzegorz Dolniak – do 10 kwietnia 2010, zginął w katastrofie lotniczej - Krzysztof Grzegorek – do 10 grudnia 2008, został posłem niezrzeszonym - Jolanta Hibner – do 10 czerwca 2009, wybrana na posła do Parlamentu Europejskiego - Danuta Jazłowiecka – do 10 czerwca 2009, wybrana na posła do Parlamentu Europejskiego - Sebastian Karpiniuk – do 10 kwietnia 2010, zginął w katastrofie lotniczej - Bronisław Komorowski – marszałek Sejmu – do 8 lipca 2010, zrezygnował z mandatu poselskiego po wyborze na Prezydenta RP - Witold Kochan – do 7 grudnia 2010, wybrany na burmistrza Gorlic - Włodzimierz Kula – do 7 grudnia 2010, wybrany na radnego sejmiku województwa łódzkiego - Kazimierz Kutz – do 8 października 2010, został posłem niezrzeszonym - Krzysztof Lisek – do 10 czerwca 2009, wybrany na posła do Parlamentu Europejskiego - Andrzej Łoś – nie złożył ślubowania, pozostał na stanowisku marszałka województwa dolnośląskiego - Elżbieta Łukacijewska – do 10 czerwca 2009, wybrana na posła do Parlamentu Europejskiego - Janusz Mikulicz – do 30 listopada 2010, wybrany na radnego sejmiku województwa dolnośląskiego - Witold Namyślak – do 29 listopada 2010, wybrany na burmistrza Lęborka - Sławomir Nitras – do 10 czerwca 2009, wybrany na posła do Parlamentu Europejskiego - Sławomir Nowak – do 29 września 2010, powołany na stanowisko sekretarza stanu w Kancelarii Prezydenta - Andrzej Nowakowski – do 7 grudnia 2010, wybrany na prezydenta Płocka - Janusz Palikot – do 6 października 2010, został posłem niezrzeszonym - Arkadiusz Rybicki – do 10 kwietnia 2010, zginął w katastrofie lotniczej - Aleksander Skorupa – do 28 grudnia 2010, mianowany wojewodą dolnośląskim - Joanna Skrzydlewska – do 10 czerwca 2009, wybrana na posła do Parlamentu Europejskiego - Jan Tomaka – do 2 kwietnia 2011, zrezygnował z mandatu poselskiego - Jarosław Wałęsa – do 10 czerwca 2009, wybrany na posła do Parlamentu Europejskiego - Robert Węgrzyn – do 2 czerwca 2011, został posłem niezrzeszonym - Paweł Zalewski – od 22 maja 2009 do 10 czerwca 2009, wybrany na posła do Parlamentu Europejskiego; wybrany z listy Prawa i Sprawiedliwości - Marcin Zawiła – do 7 grudnia 2010, wybrany na prezydenta Jeleniej Góry - Hanna Zdanowska – do 7 grudnia 2010, wybrana na prezydenta Łodzi - Anna Zielińska-Głębocka – do 9 lutego 2010, wybrana na członka Rady Polityki Pieniężnej |

### SenatorowieVII kadencji
Senator, okręg wyborczy
| - Sławomir Kowalski, Bielsko-Biała - Rafał Muchacki, Bielsko-Biała - Jan Rulewski, Bydgoszcz - Zbigniew Pawłowicz, Bydgoszcz - Józef Bergier, Chełm - Andrzej Szewiński, Częstochowa - Stanisław Gorczyca, Elbląg - Andrzej Grzyb, Gdańsk - Janusz Rachoń, Gdańsk - Kazimierz Kleina, Gdynia / Słupsk - Edmund Wittbrodt, Gdynia / Słupsk - Andrzej Misiołek, Gliwice - Maria Pańczyk-Pozdziej, Gliwice - Małgorzata Adamczak, Kalisz - Mariusz Witczak, Kalisz - Antoni Piechniczek, Katowice - Michał Okła, Kielce - Piotr Gruszczyński, Konin - Ireneusz Niewiarowski, Konin - Grażyna Sztark, Koszalin – wicemarszałek Senatu - Piotr Zientarski, Koszalin - Stanisław Bisztyga, Kraków - Janusz Sepioł, Kraków - Maciej Grubski, Łódź - Krzysztof Kwiatkowski, Łódź – minister sprawiedliwości - Ryszard Górecki, Olsztyn - Marek Konopka, Olsztyn - Ryszard Knosala, Opole - Piotr Wach, Opole - Mieczysław Augustyn, Piła - Eryk Smulewicz, Płock / Ciechanów - Jadwiga Rotnicka, Poznań - Marek Ziółkowski, Poznań – wicemarszałek Senatu - Antoni Motyczka, Rybnik - Andrzej Owczarek, Sieradz - Marek Trzciński, Sieradz - Zbigniew Meres, Sosnowiec - Zbigniew Szaleniec, Sosnowiec - Jan Olech, Szczecin - Andrzej Person, Toruń / Włocławek - Michał Wojtczak, Toruń / Włocławek - Jan Wyrowiński, Toruń / Włocławek - Stanisław Jurcewicz, Wałbrzych - Barbara Borys-Damięcka, Warszawa - Krzysztof Piesiewicz, Warszawa - Marek Rocki, Warszawa – szef klubu senatorów PO - Łukasz Abgarowicz, Warszawa - Jarosław Duda, Wrocław – sekretarz stanu w Ministerstwie Pracy i Polityki Społecznej - Leon Kieres, Wrocław - Władysław Sidorowicz, Wrocław - Stanisław Iwan, Zielona Góra - Henryk Maciej Woźniak, Zielona Góra |

Inni senatorowie PO w Senacie VII kadencji:
| - Krystyna Bochenek, Katowice – wicemarszałek Senatu – do 10 kwietnia 2010, zginęła w katastrofie lotniczej - Piotr Głowski, Piła – do 21 listopada 2010, wybrany na prezydenta Piły - Paweł Klimowicz, Kraków – do 30 marca 2011, został senatorem niezrzeszonym - Roman Ludwiczuk, Wałbrzych – do 2 października 2010, został senatorem niezrzeszonym - Tomasz Misiak, Legnica / Jelenia Góra – do 17 marca 2009, został senatorem niezrzeszonym - Jacek Swakoń, Legnica / Jelenia Góra – do 18 stycznia 2011, przeszedł do klubu Polska Jest Najważniejsza - Krzysztof Zaremba, Szczecin – do 23 kwietnia 2009, został senatorem niezrzeszonym |

### Posłowie doParlamentu EuropejskiegoVI kadencji
| - Jerzy Buzek - Zdzisław Chmielewski - Urszula Gacek – od 6 grudnia 2007, zastąpiła Bogdana Klicha - Małgorzata Handzlik - Krzysztof Hołowczyc – od 6 grudnia 2007, zastąpił Barbarę Kudrycką - Stanisław Jałowiecki - Filip Kaczmarek - Janusz Lewandowski - Jan Olbrycht - Jacek Protasiewicz - Jacek Saryusz-Wolski – szef delegacji PO-PSL - Bogusław Sonik - Zbigniew Zaleski - Tadeusz Zwiefka |

Inni eurodeputowani PO VI kadencji:
| - Bogdan Klich – do 16 listopada 2007, objął stanowisko ministra obrony narodowej - Barbara Kudrycka – do 16 listopada 2007, objęła stanowisko ministra nauki i szkolnictwa wyższego - Paweł Piskorski – do 26 kwietnia 2006, został eurodeputowanym niezależnym |

Wszyscy posłowie PO należeli w Parlamencie Europejskim VI kadencji do frakcji Europejska Partia Ludowa – Europejscy Demokraci.

### Posłowie naSejmV kadencji
Stan na koniec kadencji:
Poseł, liczba głosów
| - Łukasz Abgarowicz 8239 głosów - Robert Ambroziewicz 9943 głosy - Paweł Arndt 6546 głosów - Urszula Augustyn 4890 głosów - Tadeusz Aziewicz 9093 głosy - Józef Berger 3858 głosów – od 10 października 2006, zastąpił Andrzeja Sośnierza - Marek Biernacki 41 336 głosów - Andrzej Biernat 6244 głosy - Bogdan Bojko 5123 głosy - Beata Bublewicz 5198 głosów - Jerzy Budnik 8396 głosów - Bożenna Bukiewicz 11 237 głosów - Zbigniew Chlebowski 18 281 głosów - Stanisław Chmielewski 3419 głosów - Janusz Chwierut 5272 głosy - Andrzej Czerwiński 13 770 głosów - Andrzej Czuma 2858 głosów – od 12 grudnia 2006, zastąpił Hannę Gronkiewicz-Waltz - Grzegorz Dolniak 12 151 głosów - Mirosław Drzewiecki 10 928 głosów - Jarosław Duda 5901 głosów - Waldy Dzikowski 54 959 głosów - Joanna Fabisiak 6693 głosy - Jerzy Fedorowicz 5694 głosy - Arkady Fiedler 9920 głosów - Krzysztof Gadowski 7705 głosów - Andrzej Gałażewski 9524 głosy - Stanisław Gawłowski 7879 głosów - Tomasz Głogowski 6812 głosów - Stanisław Gorczyca 5822 głosy - Cezary Grabarczyk 13 775 głosów - Aleksander Grad 13 680 głosów - Paweł Graś 11 919 głosów - Rafał Grupiński 8168 głosów - Krzysztof Grzegorek 8730 głosów - Andrzej Gut-Mostowy 11 282 głosy - Andrzej Halicki 2309 głosów – od 10 stycznia 2007, zastąpił Jacka Wojciechowicza - Jolanta Hibner 3512 głosów - Stanisław Huskowski 12 334 głosy - Tadeusz Jarmuziewicz 9635 głosów - Danuta Jazłowiecka 14 248 głosów - Sebastian Karpiniuk 9767 głosów - Włodzimierz Karpiński 8751 głosów - Małgorzata Kidawa-Błońska 4615 głosów - Kazimierz Kleina 7896 głosów - Józef Klim 7815 głosów - Ryszard Knosala 9087 głosów - Magdalena Kochan 6294 głosy - Bronisław Komorowski 42 100 głosów – wicemarszałek Sejmu - Ewa Kopacz 14 982 głosy - Domicela Kopaczewska 4870 głosów - Tadeusz Kopeć 6206 głosów - Leszek Korzeniowski 7798 głosów - Roman Kosecki 4395 głosów - Jerzy Kozdroń 3868 głosów - Mirosław Koźlakiewicz 7475 głosów - Jacek Krupa 6860 głosów - Tomasz Kulesza 5621 głosów - Stanisław Lamczyk 6276 głosów - Tomasz Lenz 9472 głosy - Dariusz Lipiński 4482 głosy - Krzysztof Lisek 10 731 głosów - Arkadiusz Litwiński 7794 głosy - Elżbieta Łukacijewska 14 166 głosów - Beata Małecka-Libera 6882 głosy - Andrzej Markowiak 10 539 głosów - Konstanty Miodowicz 14 505 głosów | - Aldona Młyńczak 2903 głosy - Czesław Mroczek 8311 głosów - Izabela Mrzygłocka 5271 głosów - Rafał Muchacki 12 015 głosów - Sławomir Nitras 14 238 głosów - Tomasz Nowak 9061 głosów - Sławomir Nowak 9559 głosów - Stanisława Okularczyk 12 016 głosów – od 10 marca 2006, wybrana z listy Prawa i Sprawiedliwości - Alicja Olechowska 6395 głosów - Paweł Olszewski 6850 głosów - Zbigniew Pacelt 3982 głosy - Janusz Palikot 26 275 głosów - Maria Pasło-Wiśniewska 7062 głosy - Wojciech Picheta 4596 głosów – od 12 grudnia 2006, zastąpił Edwarda Maniurę - Sławomir Piechota 7281 głosów - Elżbieta Pierzchała 10 646 głosów - Danuta Pietraszewska 9841 głosów - Teresa Piotrowska 16 716 głosów - Julia Pitera 39 815 głosów - Kazimierz Plocke 9579 głosów - Damian Raczkowski 5527 głosów - Elżbieta Radziszewska 16 199 głosów - Ireneusz Raś 6690 głosów - Jan Rokita 72 145 głosów - Halina Rozpondek 9949 głosów - Jakub Rutnicki 3182 głosy - Sławomir Rybicki 12 557 głosów - Arkadiusz Rybicki 9466 głosów - Zbigniew Rynasiewicz 10 354 głosy - Jan Rzymełka 8878 głosów - Wojciech Saługa 10 968 głosów - Beata Sawicka 8764 głosy - Grzegorz Schetyna 14 978 głosów - Henryk Siedlaczek 7476 głosów - Krystyna Skowrońska 16 479 głosów - Joanna Skrzydlewska 11 822 głosy - Andrzej Smirnow 10 263 głosy - Lidia Staroń 12 188 głosów - Michał Stuligrosz 12 659 głosów - Waldemar Szadny 5941 głosów - Tomasz Szczypiński 7399 głosów - Adam Szejnfeld 26 568 głosów - Jakub Szulc 5004 głosy - Krystyna Szumilas 16 105 głosów - Iwona Śledzińska-Katarasińska 23 119 głosów - Paweł Śpiewak 18 403 głosy - Maciej Świątkowski 8780 głosów - Jan Tomaka 7915 głosów - Tomasz Tomczykiewicz 22 221 głosów - Donald Tusk 79 237 głosów - Robert Tyszkiewicz 13 232 głosy - Jarosław Urbaniak 7400 głosów - Jarosław Wałęsa 14 709 głosów - Ewa Więckowska 7018 głosów - Wojciech Wilk 5501 głosów - Ewa Wolak 3465 głosów - Marek Wójcik 4408 głosów - Eugeniusz Wycisło 6836 głosów - Jan Wyrowiński 14 279 głosów - Jadwiga Zakrzewska 4972 głosy - Krzysztof Zaremba 22 812 głosów - Bogdan Zdrojewski 73 959 głosów – szef klubu PO - Anna Zielińska-Głębocka 3797 głosów - Wojciech Ziemniak 13 193 głosy - Stanisław Żmijan 7708 głosów |

Inni posłowie PO w Sejmie V kadencji:
| - Piotr Cybulski 7332 głosy – do 19 stycznia 2006, przeszedł do Prawa i Sprawiedliwości - Czesław Fiedorowicz 16 153 głosy – do 1 grudnia 2006, został posłem niezrzeszonym - Hanna Gronkiewicz-Waltz 137 280 głosów – do 26 listopada 2006, wybrana na prezydenta miasta stołecznego Warszawa - Edward Maniura 11 279 głosów – do 26 listopada 2006, wybrany na burmistrza Lublińca - Andrzej Sośnierz 54 876 głosów – do 19 stycznia 2006, przeszedł do Prawa i Sprawiedliwości - Krzysztof Szyga 3882 głosy – krótko po objęciu mandatu został posłem niezrzeszonym - Jacek Wojciechowicz 3380 głosów – do 5 grudnia 2006, powołany na zastępcę prezydenta miasta stołecznego Warszawa |

### SenatorowieVI kadencji
Senator, okręg wyborczy
| - Mirosława Nykiel, Bielsko-Biała - Elżbieta Gelert, Elbląg – do 12 listopada 2006, wybrana na radną Elbląga - Maria Pańczyk-Pozdziej, Gliwice - Edmund Wittbrodt, Gdynia / Słupsk - Mariusz Witczak, Kalisz - Krystyna Bochenek, Katowice - Michał Okła, Kielce - Piotr Zientarski, Koszalin - Andrzej Gołaś, Kraków - Jarosław Gowin, Kraków - Tadeusz Maćkała, Legnica / Jelenia Góra - Dariusz Jacek Bachalski, Zielona Góra / Gorzów Wielkopolski - Stefan Niesiołowski, Łódź – szef klubu senatorów PO - Franciszek Adamczyk, Nowy Sącz - Ryszard Górecki, Olsztyn - Ryszard Ciecierski, Opole - Piotr Wach, Opole | - Mieczysław Augustyn, Piła - Przemysław Berent, Płock / Ciechanów - Marek Ziółkowski, Poznań – wicemarszałek Senatu - Andrzej Łuczycki, Radom - Antoni Motyczka, Rybnik - Andrzej Owczarek, Sieradz - Zbigniew Szaleniec, Sosnowiec - Włodzimierz Łyczywek, Szczecin - Urszula Gacek, Tarnów - Andrzej Person, Toruń / Włocławek - Michał Wojtczak, Toruń / Włocławek - Roman Ludwiczuk, Wałbrzych - Krzysztof Piesiewicz, Warszawa - Marek Rocki, Warszawa - Robert Smoktunowicz, Warszawa - Tomasz Misiak, Wrocław - Władysław Sidorowicz, Wrocław |

### Posłowie naSejmIV kadencji
Poseł, okręg wyborczy
| - Łukasz Abgarowicz, Płock - Dorota Arciszewska-Mielewczyk, Gdynia – do 12 stycznia 2002, przeszła do koła Stronnictwa Konserwatywno-Ludowego - Dariusz Jacek Bachalski, Gorzów Wielkopolski - Artur Balazs, Szczecin – do 13 listopada 2001, przeszedł do koła Stronnictwa Konserwatywno-Ludowego - Jerzy Budnik, Gdynia - Zbigniew Chlebowski, Wałbrzych - Zbigniew Chrzanowski, Siedlce – do 13 listopada 2001, przeszedł do koła Stronnictwa Konserwatywno-Ludowego - Andrzej Czerwiński, Nowy Sącz - Grzegorz Dolniak, Sosnowiec - Mirosław Drzewiecki, Łódź - Jarosław Duda, Wrocław – od 24 czerwca 2004, zastąpił Jacka Protasiewicza - Waldy Dzikowski, Poznań - Marta Fogler, Warszawa I - Andrzej Gałażewski, Gliwice - Zyta Gilowska, Lublin - Stanisław Gorczyca, Elbląg - Cezary Grabarczyk, Sieradz - Aleksander Grad, Tarnów - Paweł Graś, Chrzanów - Jerzy Hertel, Warszawa I - Tadeusz Jarmuziewicz, Opole - Bogdan Klich, Kraków – do 16 czerwca 2004, wybrany na posła do Parlamentu Europejskiego - Bronisław Komorowski, Warszawa I - Ewa Kopacz, Radom - Leszek Korzeniowski, Opole - Józef Krzyworzeka, Kraków – od 18 czerwca 2004, zastąpił Bogdana Klicha - Janusz Lewandowski, Gdańsk – do 16 czerwca 2004, wybrany na posła do Parlamentu Europejskiego - Elżbieta Łukacijewska, Krosno - Tadeusz Maćkała, Legnica - Edward Maniura, Częstochowa - Andrzej Markowiak, Rybnik - Piotr Mateja, Katowice - Konstanty Miodowicz, Kielce - Ireneusz Niewiarowski, Konin – do 13 listopada 2001, przeszedł do koła Stronnictwa Konserwatywno-Ludowego - Sławomir Nowak, Gdańsk – od 24 czerwca 2004, zastąpił Janusza Lewandowskiego - Krzysztof Oksiuta, Warszawa II – do 13 listopada 2001, przeszedł do koła Stronnictwa Konserwatywno-Ludowego - Alicja Olechowska, Warszawa II - Tadeusz Parchański, Nowy Sącz - Grażyna Paturalska, Gdańsk – do 31 marca 2004, została posłem niezrzeszonym - Teresa Piotrowska, Bydgoszcz - Paweł Piskorski, Warszawa I – do 16 czerwca 2004, wybrany na posła do Parlamentu Europejskiego - Kazimierz Plocke, Gdynia - Maciej Płażyński, Gdańsk – do 1 czerwca 2003, został posłem niezrzeszonym - Edward Płonka, Bielsko-Biała - Jacek Protasiewicz, Wrocław – do 16 czerwca 2004, wybrany na posła do Parlamentu Europejskiego - Elżbieta Radziszewska, Piotrków Trybunalski - Małgorzata Rohde, Koszalin – do 13 listopada 2001, przeszła do koła Stronnictwa Konserwatywno-Ludowego - Jan Rokita, Kraków – szef klubu PO - Sławomir Rybicki, Toruń - Jan Rzymełka, Katowice - Leszek Samborski, Warszawa I – od 18 czerwca 2004, zastąpił Pawła Piskorskiego - Grzegorz Schetyna, Wrocław - Krystyna Skowrońska, Rzeszów - Michał Stuligrosz, Poznań - Tomasz Szczypiński, Kraków - Adam Szejnfeld, Piła - Krystyna Szumilas, Gliwice - Iwona Śledzińska-Katarasińska, Łódź - Jan Tomaka, Rzeszów - Tomasz Tomczykiewicz, Bielsko-Biała - Donald Tusk, Gdynia – wicemarszałek Sejmu - Jacek Wojciechowicz, Siedlce – od 22 września 2004, zastąpił Zbigniewa Chrzanowskiego - Andrzej Wojtyła, Kalisz – do 13 listopada 2001, przeszedł do koła Stronnictwa Konserwatywno-Ludowego - Eugeniusz Wycisło, Rybnik - Rafał Zagórny, Katowice - Marek Zagórski, Białystok – do 13 listopada 2001, przeszedł do koła Stronnictwa Konserwatywno-Ludowego - Krzysztof Zaremba, Szczecin - Bogdan Zdrojewski, Wrocław - Stanisław Żmijan, Chełm - Marek Żyliński, Olsztyn |

### SenatorowieV kadencji
Senator, okręg wyborczy
| - Stanisław Huskowski, Wrocław – od 14 kwietnia 2004, wybrany w wyborach uzupełniających jako kandydat niezależny - Zbigniew Religa, Gliwice – do 13 listopada 2001, wybrany z ramienia Bloku Senat 2001 - Wojciech Saługa, Sosnowiec – od 29 września 2004, wybrany w wyborach uzupełniających - Robert Smoktunowicz, Warszawa II – wybrany z ramienia Bloku Senat 2001 |

### Posłowie naSejmIII kadencji
Posłowie bezpartyjni (powstała 24 stycznia 2001 Platforma Obywatelska nie była wówczas partią) i niezrzeszeni (nie należący do klubu Stronnictwa Konserwatywno-Ludowego, które startowało z list PO w wyborach w 2001):
| - Jerzy Borowczak, wybrany z listy Akcji Wyborczej Solidarność - Edward Daszkiewicz, wybrany z listy Akcji Wyborczej Solidarność (jako kandydat Ruchu Solidarni w Wyborach) - Mirosław Drzewiecki, wybrany z listy Unii Wolności - Paweł Graś, wybrany z listy Akcji Wyborczej Solidarność (jako kandydat Ruchu Stu, później SKL) - Tadeusz Jarmuziewicz, wybrany z listy Unii Wolności - Janusz Lewandowski, wybrany z listy Unii Wolności - Piotr Lewandowski, wybrany z listy Unii Wolności - Paweł Piskorski, wybrany z listy Unii Wolności - Maciej Płażyński – marszałek Sejmu, wybrany z listy Akcji Wyborczej Solidarność (w trakcie kadencji Ruch Społeczny AWS) - Elżbieta Radziszewska, wybrana z listy Unii Wolności - Jan Rzymełka, wybrany z listy Unii Wolności - Grzegorz Schetyna, wybrany z listy Unii Wolności - Adam Szejnfeld, wybrany z listy Unii Wolności - Bernard Szweda, wybrany z listy Akcji Wyborczej Solidarność (jako kandydat Partii Chrześcijańskich Demokratów, później Ruch Społeczny AWS) - Iwona Śledzińska-Katarasińska, wybrana z listy Unii Wolności - Piotr Żak, wybrany z listy Akcji Wyborczej Solidarność |

### SenatorowieIV kadencji (w Klubie Demokratycznym Senatu, wybrani z ramieniaUnii Wolności)
| - Wojciech Kruk - Donald Tusk – wicemarszałek Senatu |